# Circleville (Utah)
Circleville je město v okresu Piute County ve státě Utah. K roku 2000 zde žilo 505 obyvatel. S celkovou rozlohou 23,5 km² byla hustota zalidnění 21,5 obyvatel na km². Území bylo osídleno v roce 1864, začleněno bylo v roce 1921. Vyrůstal zde Butch Cassidy.